# Saint-Joseph-de-Coleraine
Pour les articles homonymes, voir Saint-Joseph et Coleraine (homonymie).
Saint-Joseph-de-Coleraine est une municipalité du Québec située dans la municipalité régionale de comté de Appalaches et dans la région administrative de Chaudière-Appalaches.

## Toponymie
Son nom fait référence à Joseph Le Caron, patron de la Nouvelle-France, et à une ville et d'un port de l'Irlande du Nord.

## Histoire

### Chronologie
- 11 novembre 1891 : Érection de la paroisse de Saint-Désiré du Lac Noir.
- 17 octobre 1908 : La paroisse de Saint-Désiré du Lac Noir devient la paroisse de Saint-Joseph de Coleraine.
- 15 mars 1969 : La municipalité change de nom et devient Saint-Joseph-de-Coleraine.
- 4 juillet 2015 : Un grand Show de boucane est organisé à St-Joseph-de-Coleraine, dont les bénéfices, s'élevant à près de 10 000$, sont remis à la ville. L'événement, unique en son genre, rassemble au-delà de 1000 personnes dans la petite municipalité[3].
- 31 mai 2016 : Le maire Gilles Gosselin refuse de donner son aval pour la tenue d'un prochain Show de boucane, citant les dommages environnementaux qui peuvent découler d'un tel événement. L'église du village choisit de donner son appui au Show de boucane, assurant sa tenue[4].

## Géographie
Le village de Vimy-Ridge est situé dans la municipalité de Saint-Joseph-de-Coleraine entre les monts King et Caribou. Il a été construit vers 1917 par la compagnie Bennett et Martin de Thetford Mines, en vue de l’exploitation des gisements d’amiante des environs. C’est en 1931 qu’intervint son rattachement à Saint-Joseph-de-Coleraine. De nos jours, une quarantaine de résidences occupent le périmètre urbain de Vimy-Ridge.
Cinq lacs sont sur le territoire de la municipalité : le Grand lac Saint-François, le Petit lac Saint-François, le lac Bisby, le lac Rond et le lac Caribou.
Les sentiers pédestres des 3 Monts et de réserve écologique de la Serpentine-de-Coleraine sont situés dans la municipalité.

## Hydrographie
La rivière Saint-François et le Grand lac Saint-François délimite le sud de la municipalité.
La rivière de l'Or, qui délimite le sud-est de la municipalité, coule vers le sud jusqu'à son embouchure au Grand lac Saint-François.
La rivière Ashberham coule vers le sud-ouest jusqu'à son embouchure au Grand lac Saint-François.
À partir de son crénon, au sud-ouest de la municipalité, la rivière Coleraine coule vers le sud.
À partir du lac Bisby, au sud de la municipalité, la rivière Bisby coule vers le sud-ouest.

## Démographie
| 1911 | 1921  | 1931 | 1941  | 1951  |
| ---- | ----- | ---- | ----- | ----- |
| 611  | 1 002 | 727  | 1 466 | 1 572 |

| 1956  | 1961  | 1966  | 1971  | 1976  |
| ----- | ----- | ----- | ----- | ----- |
| 1 715 | 1 843 | 1 868 | 1 877 | 1 902 |

| 1981  | 1986  | 1991  | 1996  | 2001  |
| ----- | ----- | ----- | ----- | ----- |
| 2 095 | 2 022 | 1 771 | 1 735 | 1 642 |

| 2006  | 2011  | 2016  | 2021  | - |
| ----- | ----- | ----- | ----- | - |
| 2 003 | 1 870 | 1 762 | 1 820 | - |

## Administration
Les élections municipales se font en bloc pour le maire et les six conseillers.
| Saint-Joseph-de-Coleraine Maires depuis 2005                                                                         |                      |         |          |
| Élection | Maire                | Qualité | Résultat |
| 2005 | Josette Vaillancourt |         | Voir     |
| 2009 | Germain Daigle       |         | Voir     |
| n/d | Gilles Gosselin      |         | Voir     |
| 2013 | Gilles Gosselin      | Voir    |          |
| 2017 | Gaston Nadeau        |         | Voir     |
| 2021 | Gaston Nadeau        | Voir    |          |
| Élection partielle en italique Depuis 2005, les élections sont simultanées dans toutes les municipalités québécoises |                      |         |          |

## Patrimoine

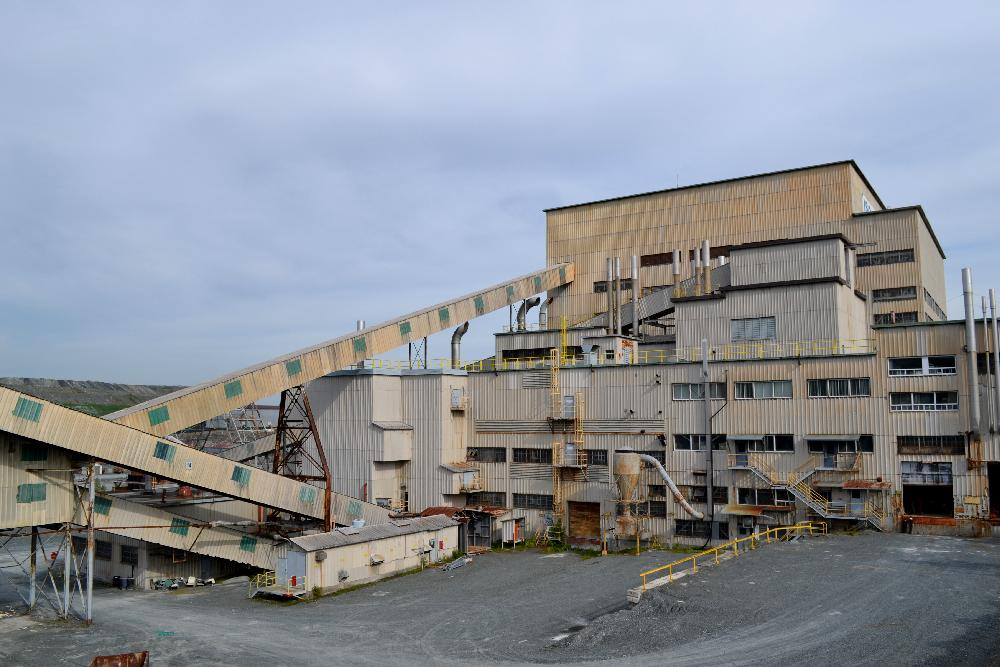
Moulin et convoyeurs, mine Lac d'amiante
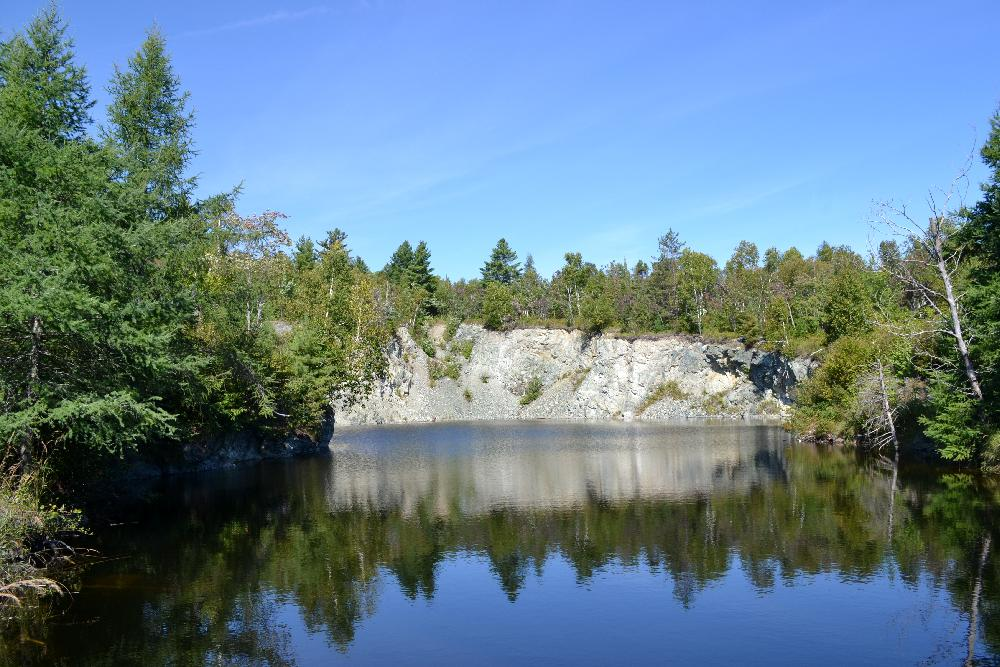
Puits d'exploitation, mine Montreal-Coleraine
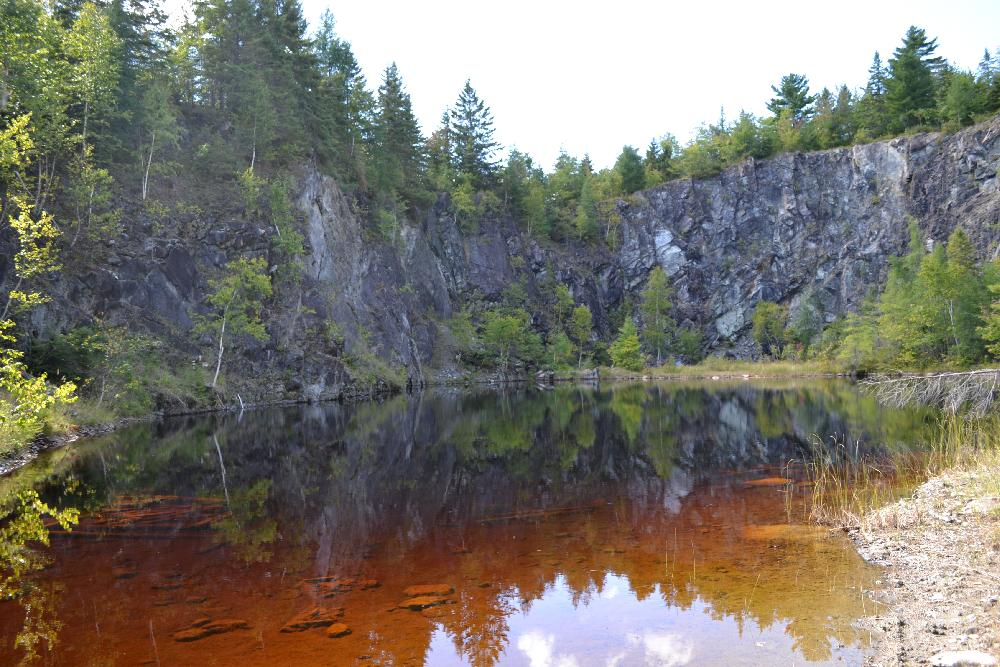
Puits d'exploitation, mine Continental
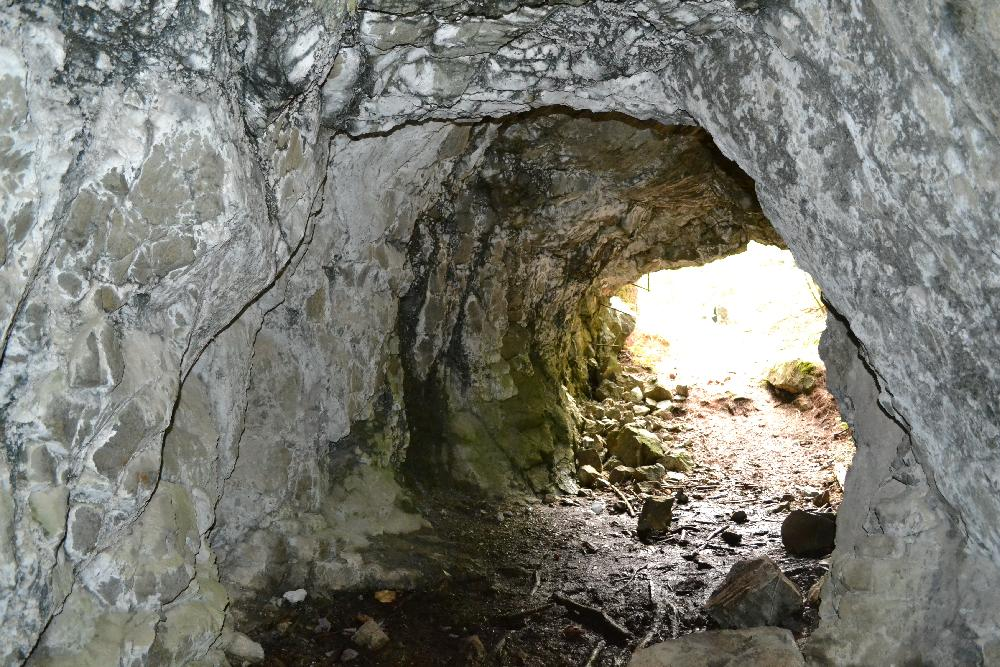
Vue intérieure de la galerie, mine Woolsey Chrome
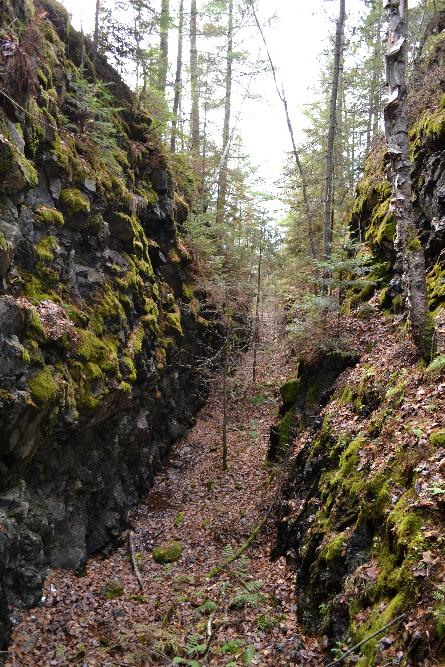
Vue générale de la tranchée d'exploitation, mine Bennett-Martin Chrome

À Saint-Joseph-de-Coleraine, l'église Saint-Joseph a été érigée entre 1959 et 1960. L'architecte Roland Dupéré (1911-1975) a dessiné ses plans. L'ancien presbytère est construit près de l'église. Un croix de chemin est située à l'intersection des rues Bernier et Proulx.
À Vimy Ridge, l'église dite chapelle Notre-Dame-de-Vimy a été érigée en 1922.
L'activité minière a laissé plusieurs traces dans la région. Au moins dix mines ont été en opération sur le territoire de la municipalité, dont American Chrome, Bennett-Martin Chrome, Continental, Huard, Lac d'amiante, Montagne Caribou, Montreal-Coleraine, Reed-Bélanger, Windsor et Woolsey Chrome.